# شهرستان سگینا (میشیگان)
شهرستان سگینا، میشیگان (به انگلیسی: Saginaw County, Michigan) یک سکونتگاه مسکونی در ایالات متحده آمریکا است که در میشیگان واقع شده‌است.